# Viktor Kozlov
Viktor Nikolaevič Kozlov (in russo Виктор Николаевич Козлов?; Togliatti, 14 febbraio 1975) è un ex hockeista su ghiaccio russo.

## Palmarès

### Mondiali
- 2 medaglie:
  - 1 argento (Germania 2010)
  - 1 bronzo (Austria 2005)